# Paneer

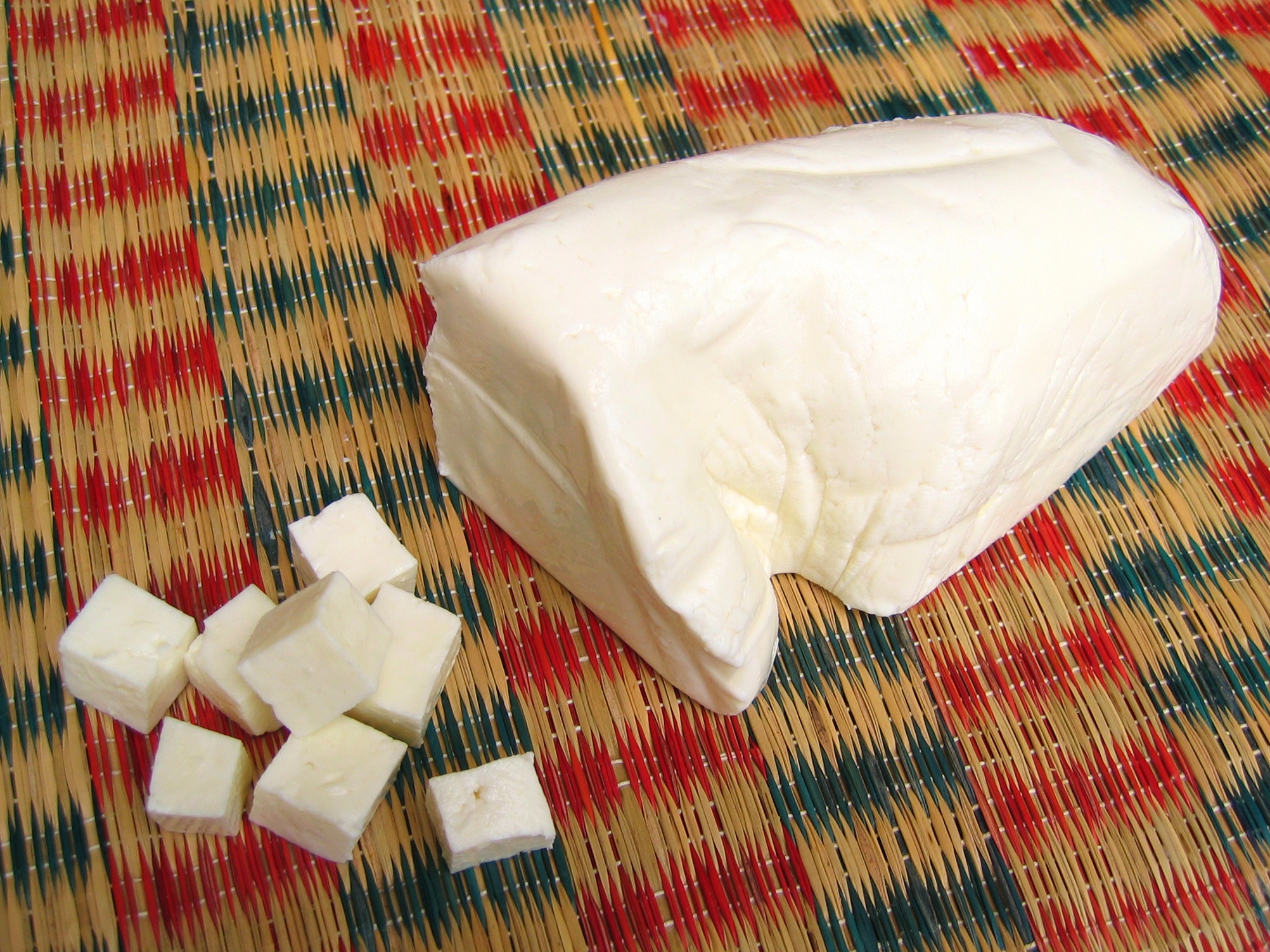
Paneer

Paneer (AFI: [/ pəniːr /], do persa پنير), também conhecido como Panir ou Paner, é o queijo mais popular da Índia.